# Margarita Rosado Solís
Margarita Eugenia del Socorro Rosado Solís (Mérida, Yucatán, 27 de noviembre de 1950)  es una física, astrofísica, investigadora y catedrática mexicana.  Es investigadora del Instituto de Astronomía de la UNAM.

## Biografía
Rosado cursó la licenciatura en física en la Facultad de Ciencias de la Universidad Nacional Autónoma de México donde obtuvo el grado con mención honorífica. Posteriormente, en 1984, cursó la maestría y doctorado en Ciencias (Astronomía) en la Universidad de París VII, Francia, también con mención honorífica. Además realizó una estancia posdoctoral en el Observatorio de Marsella, Francia.
Actualmente trabaja en el Instituto de Astronomía de la UNAM donde es Investigadora Titular C, Pride D e Investigador Nacional Nivel III del SNI. Ha sido jefa de los departamentos de Astronomía Observacional y de Astronomía Galáctica y Planetaria y coeditora de las publicaciones internas de este instituto.
Sus principales temas de especialidad son: dinámica del medio interestelar, dinámica de galaxias e instrumentación astronómica. Su trabajo de investigación se orienta hacia la cinemática y dinámica del gas ionizado en galaxias donde ha estudiado la interrelación entre estrellas masivas y gas en galaxias. Actualmente estudia la rotación y fuerzas de marea en galaxias en interacción, centrando su atención en los pares aislados y en los grupos compactos de galaxias. Ha sido pionera en México en las observaciones por satélite de rayos X de objetos nebulosos cósmicos.
Rosado trabaja además en instrumentación astronómica donde coordinó por ejemplo la fabricación del instrumento PUMA para estudiar la cinemática de nebulosas cósmicas, actualmente en uso en el Observatorio de San Pedro Mártir, B.C. Actualmente coordina otro equipo de instrumentistas para desarrollar un instrumento similar en el Gran Telescopio de Canarias (el instrumento NEFER).
Cuenta con una gran cantidad de publicaciones científicas, además de haber coordinado la publicación de dos libros. Sus trabajos de investigación cuentan con más de 2000 citas. Es una de las investigadoras con más tesis dirigidas del Instituto de Astronomía. Algunos de sus estudiantes trabajan actualmente como investigadores o profesores en diversas instituciones nacionales y del extranjero. También ha dirigido cerca de 10 investigadores posdoctorales. Imparte cursos de física y astronomía en Licenciatura de física y posgrado de física y Astronomía. Participó en la especialidad de astrofísica de la carrera de Ingeniería Física de la Universidad Autónoma de Yucatán.
Ha sido miembro del Consejo Interno del IA, del Consejo Universitario y del CAACFMI de la UNAM. Ha sido presidente del Colegio del Personal Académico del IA y de la Federación de Colegios del Personal Académico de la UNAM. Integra la Academia Mexicana de Ciencias. Es miembro del Grupo Mujer y Ciencia de la UNAM. 

## Reconocimientos
- Reconocimiento Sor Juana Inés de la Cruz, 2005, UNAM[9]
- Galardón CONALEP[10]

## Publicaciones
- Legado astronómico. Ciudad de México: Dirección General de Publicaciones y Fomento Editorial. 2011. ISBN 9786070221217.[11]
- Galaxies: The Third Dimension (en inglés). ASP Publications. 2002. ISBN 1-58381-125-7.
- Tema selectos de Astrofísica. Universidad Nacional Autónoma de México. 1984. ISBN 9789688373958.